# 한국침례신학대학교
한국침례신학대학교(韓國浸禮神學大學校, 영어: Korea Baptist Theological University and Seminary)는 안성시 공도읍 용두리에 위치한 신학대학교이다. 통합으로 인하여 2024년 기준 위치는 대전광역시 유성구에 소재한 침례교계 사립 대학이다.
각각 1953년, 1980년 개교한 침례회성경학원과 침례신학교를 모태로 두고 있는 침례신학대학교와 수도침례신학교가 2006년 3월 통합하여 2020년 한국침례신학대학교로 교명을 변경하여 현재에 이르고 있다. 영문 약칭으로 KBTUS, 국문 약칭으로 침신대 등을 사용하고 있다.
2023년 3월 23일 목요일 한국침례신학대학교 15대 총장 이/취임식을 통해 전) 총장 김선배 박사 에서 현) 피영민 박사로 이/취임이 진행되었다. 

## 연혁
1953년 6월 1일, 나요한 등에 의하여 현 대전광역시 동구 일대에 침례회성경학원을 설립한다. 1954년 4월 8일, 침례회신학교로 명칭을 변경한다. 1957년 11월, 교사를 대전광역시 중구 일대로 이전한다. 1968년 8월, 대한침례회신학교와 통합하였고, 1973년 12월, 단과대학으로 승격되며 한국침례교신학대학으로 교명을 변경한다. 1980년 10월, 한국침례신학대학으로 교명을 변경한다. 1992년 7월, 현재의 캠퍼스인 유성구 일대로 캠퍼스를 이전한다. 1993년 9월, 침례신학대학교로 교명을 변경하였다.
한편, 1980년 12월 8일, 와관석에 의하여 서울특별시 일대에 침례신학교를 개교했다. 이어 1981년 3월 9일, 경기신학교, 은혜신학교, 영남신학교 등과 통합하여 수도침례신학교로 교명을 변경한다. 1986년 1월, 학사 학력 인정 교육기관으로 인가받았다.
2006년 3월 1일, 학교법인 통합으로 침례신학대학교와 수도침례신학교가 침례신학대학교로 통합되었다. 2020년 10월, 한국침례신학대학교로 교명을 변경하여 현재에 이르고 있다.

## 교육편제

### 학부
한국침례신학대학교는 신학과 등 9개 학과를 설치하고 학부 과정을 교수하고 있다.

### 대학원
한국침례신학대학교 대학원은 일반 1개원, 특수 4개원으로 구성된다. 일반대학원은 석사 4학과, 박사 3학과 과정을 두고 있다. 특수대학원으로 목회신학대학원, 상담대학원, 성서주해대학원, 신학대학원을 두고 있다.

## 캠퍼스 풍경
한국침례신학대학교는 대전광역시 소재 사립 대학으로, 하기동에 캠퍼스가 위치한다. 캠퍼스 내 약 14동의 건축물이 위치하고 있다. 캠퍼스는 반석천의 침신교를 통해 노은로와 북유성대로, 은구비로 등과 연결되어 캠퍼스 진입이 가능하다.

## 같이 보기
- 대한민국의 교육